# Hortus Musicus

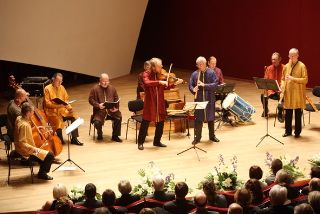
Hortus Musicus (Luxembourg, 2008)

Hortus Musicus je estonský hudební soubor, který roku 1972 založil Andres Mustonen, tehdy student houslové hry na Tallinnské státní konzervatoři. Specializuje se především na provádění evropské staré hudby 8. až 15. století. V repertoáru má však i neevropskou hudbu a soudobou hudbu, často psanou přímo pro Hortus Musicus např. Arvo Pärtem.
Diskografie souboru Hortus Musicus čítá asi 35 položek, vystupoval na řadě koncertních turné po světě a na důležitých festivalech staré hudby.